# Sent Jòrge (Alta Viena)
Sent Jòrge las Landes (en francès Saint-Georges-les-Landes) és un municipi francès situat al departament de l'Alta Viena i a la regió de la Nova Aquitània.

## Demografia
| 1962                                       | 1968 | 1975 | 1982 | 1990 | 1999 | 2007 |
| ------------------------------------------ | ---- | ---- | ---- | ---- | ---- | ---- |
| 367                                        | 407  | 400  | 350  | 293  | 255  | 252  |
| Des de 1962: població sense dobles comptes |      |      |      |      |      |      |

## Administració
| Període   | Identitat               | Partit |
| --------- | ----------------------- | ------ |
| 1987 1989 | Jean-Jacques Léger      |        |
| 1947 1987 | Marcel Gorgeon          |        |
| 1945 1947 | Alexandre Michaud       |        |
| 1935 1945 | Antonin Vauzelade       |        |
| 1932 1935 | Marcel Jolivet          |        |
| 1908 1932 | Charles-Edouard Ferrant |        |
| 1899 1908 | Théodore Roby           |        |
| 1892 1899 | Jean Lepain             |        |
| 1888 1892 | Camille Puifferat       |        |
| 1873 1888 | Barthelemy Appay        |        |
| 1873      | André Appay             |        |
| 1871 1873 | Jean Paturaud           |        |
| 1860 1871 | Etienne Puifferat       |        |
| 1843 1860 | André Appay             |        |
| 1840 1843 | Barthelemy Peureaud     |        |
| 1830 1840 | Jean Baptiste Guillaume |        |
| 1799 1830 | Jean Baptiste Gabiat    |        |
| 1795 1799 | Jean Billiard           |        |
| 1792 1795 | Sulpice Doucet          |        |